# Instituto de Historia y Estadística del Fútbol Chileno
El Instituto de Historia y Estadística del Fútbol Chileno (IHE) es una institución fundada el 19 de junio de 1995 con el objetivo de recopilar datos, estadísticas y fotografías para documentar la actividad del fútbol en Chile.

## Historia
En 1995 un grupo de investigadores, historiadores y estudiosos del fútbol decidió fundar un club de historiadores, el que luego pasó a llamarse «Círculo de Historiadores del Fútbol». Ese mismo año, el Círculo se dividió en dos fracciones, una se denominó «Asociación de Historiadores del Fútbol» y la otra «Agrupación Chilena de Historia del Fútbol». Finalmente, conservando los orígenes y fundamentos originales de su creación, se formalizó oficialmente el «Instituto de Historia y Estadísticas del Fútbol Chileno».
Posteriormente, se creó el Centro de Investigaciones Históricas «Fernando Larraín Mancheño», y se instauró el Premio Nacional de Historia del Fútbol Chileno y el Reconocimiento Nacional al Dirigente y al Jugador Histórico del Fútbol Chileno. Además, se creó el Centro de Estadísticas del Fútbol Chileno «Juan Ramsay Frew», el Archivo Histórico-Fotográfico del Fútbol Chileno y se trabaja para concretar el Museo Nacional Histórico-Fotográfico del Fútbol Chileno.
Tanto el Centro de Investigaciones Históricas como el Premio Nacional, los Reconocimientos Nacionales, el Centro de Estadísticas, el Archivo Histórico-Fotográfico y el futuro Museo Nacional Histórico-Fotogáfico forman parte del Instituto de Historia y Estadística del Fútbol Chileno.

## Galardones

### Premio Nacional de Historia del Fútbol Chileno
Es un trofeo que el IHE ha entregado desde 2000 a quienes colaboran en la investigación, difusión, patrocinio o auspicio de la historia del fútbol chileno. Fernando Larraín Mancheño recibió póstumamente el primer galardón en 2000 por ser considerado el padre de los historiadores del fútbol chileno.
Ganadores:
- 2000 Fernando Larraín Mancheño
- 2001 Guillermo Leppe
- 2002 Eduardo García Arellano
- 2003 Vicente Riveros
- 2004 Guillermo Leppe Poblete
- 2005 José Luis Fernández Urcelay
- 2006 Fernando Solabarrieta
- 2007 Julio Martínez Prádanos
- 2008 Sergio Livingstone
- 2009 Milton Millas
- 2010 Sergio Brotfeld
- 2011 Héctor Gatica
- 2012 Rodrigo Sepúlveda
- 2013 Pedro Jara Pacheco
- 2014 Pablo Flamm
- 2015 Alfonso Gómez Serrano
- 2016 Bernardo Guerrero
- 2017 Ricardo Araya Maldonado

### Premio Nacional de Literatura del Fútbol Chileno
- 2016: Felipe Risco Cataldo.
- 2017: se declara vacío.
- 2018: Axel Pickett Lazo.

### Premio Nacional del Libro de Fútbol Chileno
- 2016: Cosas del Fútbol, de Francisco Mouat Croxatto.
- 2017: Historia Freak del Fútbol, de Joaquín Barañao Díaz.[2]
- 2018: Puntete, de Vicente Hübner Garretón.

### Premio al mejor jugador chileno del año
Ganadores
| - 2006 Matías Fernández - 2007 Humberto Suazo - 2008 Jorge Valdivia - 2009 Alexis Sánchez - 2010 Héctor Mancilla | - 2011 Gary Medel - 2012 Arturo Vidal - 2013 Marcelo Díaz - 2014 Charles Aránguiz - 2015 Claudio Bravo - 2016 Eduardo Vargas |

### Premio al mejor jugador de la historia del fútbol chileno
En una ceremonia realizada en la Universidad de las Américas el 10 de noviembre de 2006, el defensa Elías Figueroa fue premiado por el IHE como el mejor jugador de la historia del fútbol chileno. Además, Eduardo Menichetti fue elegido el dirigente más exitoso en la historia del fútbol chileno —debido a la obtención en 1991 de la Copa Libertadores por parte de Colo-Colo— y Cerveza Cristal, la empresa que más ha aportado al balompié chileno.